# 臺北府城小南門
臺北府城小南門，正式名重熙門，是位於臺灣臺北市中正區延平南路、愛國西路口的臺北府城城門，今列為中華民國國定古蹟。

## 歷史

### 清治時期
臺北府城落成時，最初只有東門（景福門）、西門（寶成門）、南門（麗正門）、 北門（承恩門）這四門。當時，板橋十三莊的漳州人和艋舺的泉州三邑人一向不和，漳泉械鬥時有所聞；築城總理林維源便於南邊城牆西段自費蓋小南門（重熙門），專供漳州人出入，以避免要走三邑人常出入的西門。約光緒八年（1882年）開始興建，光緒十年（1884年）完工。
臺北古城門計有九座砲台，僅小南門無設。此門也非其他四門採用封閉的碉堡式，但設有雉堞作為射擊之用。城樓背面的欄杆以紅磚砌出花樣，斗拱也有垂花裝飾。

### 日治時期

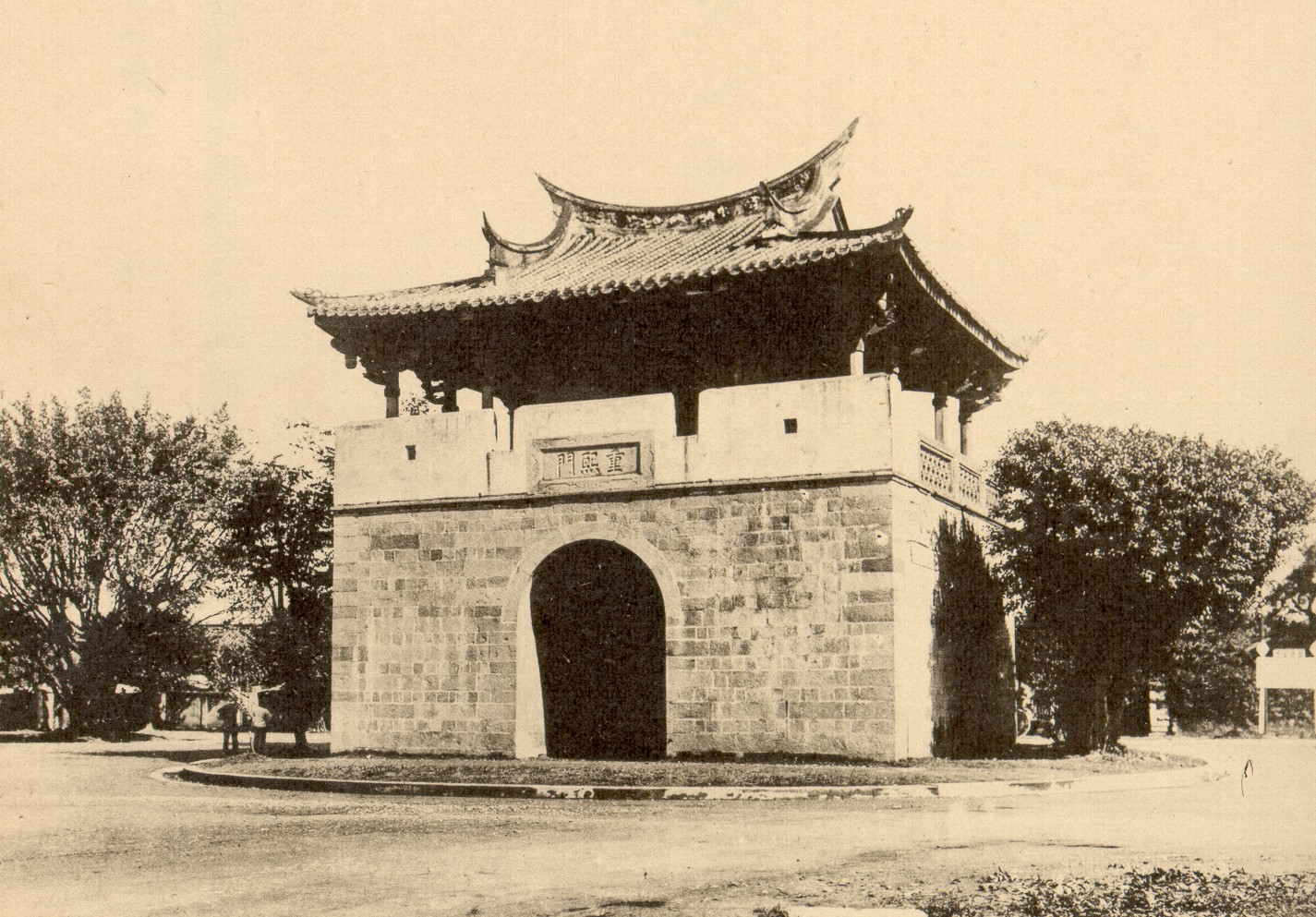
日治時期小南門

1901年，為配合鐵路縱貫線臺北到桃園段改線，拆除北門、西門、小南門之間的城牆，牆垣礎石則拿去做下水道溝壁。在鐵路未地下化前，小南門是搭火車北上的旅客首先看到的臺北城古建築。1905年，日本政府在小南門旁的道路興建防洪水道，為今愛國西路底下。 
小南門其附近一帶皆闢為日吏之住宅區，稱為「乃木町」。

### 戒嚴時期
1957年8月，小南門城門鐵皮遭竊變賣，竊賊四人被捕。1958年9月30日，小南門週遭違建全部拆除，包括門中間的大型公廁；住戶搬往五分埔。10月7日，臺北市政府工作會報通過撥用新臺幣廿六萬元為小南門興建圓環；圓環工程於年底開工，由明和營造廠承辦。
因小南門位於延平南路、愛國西路路衝，由中華民國國防部管理。
自1964年起，逢雙十節，城門釘掛中華民國國慶標語牌。1960年代，時任中華民國總統兼中國國民黨總裁蔣中正要黃寶瑜將臺北城門屬改為北京宮殿建築風格，以示正統。黃寶瑜親自去小南門內勘查現況，發現城壁填塞的三合土經八十多年已多自分離，木料支架城門頂已被白蟻蛀蝕腐朽、瓦片千瘡百孔，於是以水泥取代木頭，並吩咐執行工程在城樓底層打下數尺深地基、灌入鋼筋水泥，舊石塊全部換新。席德進回憶，1966年他回到臺灣第二天去萬華龍山寺途中經過小南門時，停車把其攝入鏡頭，後可惜不久就被拆掉重建。當年重建時漆上國民黨黨徽，對此裝飾，一種解釋是可隨時喚醒市民的抗日歷史意識。

### 解嚴時期

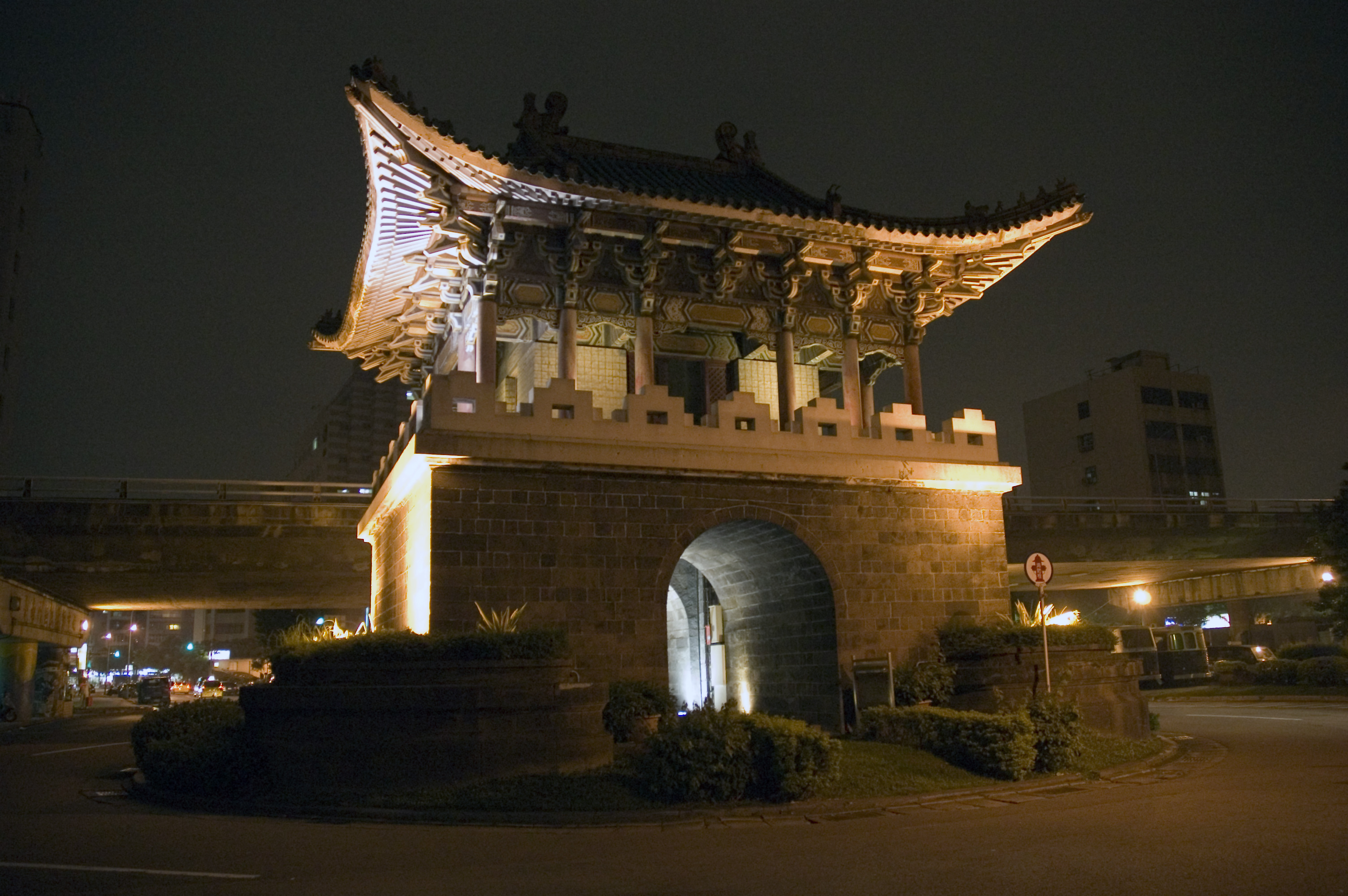
台北市政府為小南門加裝夜間照明設備，於1997年12月20日啟用。

1988年，臺北市都市計畫處計畫取用金山南路二段四四巷及一○二巷內的舊城牆石材，重建小南門延平南路至博愛路約八十多公尺的城牆。但該年6月編列預算給臺北市政府工務局後，工務局公園路燈工程管理處和臺北市都市計畫處都不願接手。且也受到軍警單位以民眾會登牆窺伺而反對，最終作罷。
1990年7月，軍方將小南門給台北市政府管理。同月11日，臺北市政府民政局宣布，臺北府城的城門日後不再釘掛霓虹牌樓。
1995年3月28日，台北市政府市政會議通過將各城門向內政部提列為古蹟。1997年7月29日，臺北市政府市政會議通過為市定古蹟。1998年4月21日，臺北市政府市政會議通過以「臺北府城門」之名請中央指定為國定古蹟。
台北捷運公司曾推出「台北城的故事」系列捷運儲值卡，其中小南門為主題的是發行於2001年5月1日，限量五萬張。
2007年5月28日，對於民進黨立委黃偉哲質疑小南門上有國民黨黨徽是否破壞古蹟，文化局表示在指定古蹟前、1966年改建時就存在，因此合法。2009年6月11日，在發生民進黨議員塗白景福門的黨徽後，文化局決議東門、南門、小南門城門黨徽將保持白色，避免爭議。